# جاکومو کازولی
جاکومو کازولی (انگلیسی: Giacomo Casoli؛ زادهٔ ۱۵ سپتامبر ۱۹۸۸) بازیکن فوتبال اهل ایتالیا است.
از باشگاه‌هایی که در آن بازی کرده‌است می‌توان به باشگاه فوتبال اسپتزیا، باشگاه فوتبال فیورنتینا، باشگاه فوتبال کرمونزه، باشگاه فوتبال امپولی، ماترا کالچو، باشگاه فوتبال کومو، و باشگاه فوتبال پرو ورچلی اشاره کرد.